# Диас, Жиокондо
Жиокондо Жербаси Алвис Диас (порт.-браз. Giocondo Gerbasi Alves Dias; 18 ноября 1913, Салвадор Бразилия — 7 сентября 1987, Рио-де-Жанейро, Бразилия) —  бразильский политический и общественный деятель.

## Биография
- С 1935 года — член Бразильской коммунистической партии (БКП).
- С 1946 года — член ЦК БКП.
- С 1957 года — член Исполнительной комиссии ЦК и секретарь ЦК БКП.
- С 1980 по 1987 год — Генеральный секретарь ЦК Бразильской компартии.

## Награды
- 1986 — Орден Дружбы народов